# Robert-Magny
Robert-Magny var en kommun i departementet Haute-Marne i regionen Grand Est (tidigare regionen Champagne-Ardenne) i nordöstra Frankrike. Kommunen låg i kantonen Wassy som tillhör arrondissementet Saint-Dizier. Området som utgjorde den tidigare kommunen Robert-Magny hade 315 invånare år 2017.
Åren 1972–2012 var Robert-Magny en del av kommunen Robert-Magny-Laneuville-à-Rémy, tillsammans med Laneuville-à-Rémy. Den 1 januari 2016 upphörde Robert-Magny, då den slogs samman med Montier-en-Der till den nya kommunen La Porte-du-Der.